# William Gosse

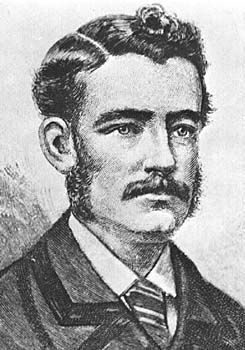
William Gosse

William Christie Gosse (11 de dezembro de 1842 – 12 de agosto de 1881) foi um explorador australiano.

## Biografia
Gosse nasceu a 11 de dezembro de 1842 em Hoddesdon, Hertfordshire, Inglaterra, e imigrou para a Austrália com o seu pai William Gosse, um médico, em 1850. Foi educado na JL Young's Adelaide Educational Institution.
A 19 de julho de 1873, ele alcançou um inselberg e deu-lhe o nome de Ayers Rock. Foi o primeiro europeu a escalar aqula formação, com um membro afegão da sua equipa, Kamran.
O Monte Conner, no Território do Norte, foi nomeado em homenagem a Mountifort Conner por Gosse em 1873.

### Reconhecimento
Em 1931, o Hundred of Gosse, uma divisão localizada na Ilha Kangaroo, no sul da Austrália, foi nomeada em memória de Gosse.
Em 1976, foi homenageado num selo postal com o seu retrato emitido pelo Australia Post.
Gosse casou-se com Gertrude Ritchie em 1860, que morreu de febre tifóide cinco meses depois.
Gosse casou-se com Agnes "Aggie" Hay (1853–1933), uma filha de Alexander Hay e da sua primeira esposa Agnes, nascida Kelly (1818–1870) a 22 de dezembro de 1874. (A segunda esposa de Hay, Agnes Grant, nascida Gosse, era irmã de William). William e Aggie tiveram três filhos.
Um cunhado e também sobrinho, William Gosse Hay (1875–1945) foi um autor.
Uma cunhada e também sobrinha, Helen (1877–1909), e a sua mãe (irmã de William), faleceram no mar no malfadado SS Waratah.